# Scopula duplexaria
Scopula duplexaria là một loài bướm đêm trong họ Geometridae.